# سیارک ۱۳۲۵۲۴

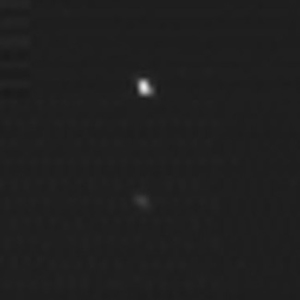
نمایی از سیارک ۱۳۲۵۲۴ در منظومهٔ خورشیدی - ۲۰۰۶

سیارک ۱۳۲۵۲۴ (به انگلیسی: 132524 APL، نامگذاری:2002JF56) صد و سی و دو هزار و پانصد و بیست و چهارمین سیارک کشف شده‌است که در ۹ مه ۲۰۰۲ کشف شد.